# Летње параолимпијске игре 2008.
Летње параолимпијске игре 2008. ( кин: 2008年夏季残疾人奥林匹克运动会    ), 13. Летње параолимпијске игре, одржане су у Пекингу, Кина, од 6. до 17. септембра 2008. Као и на Летњим олимпијским играма 2008, коњичке дисциплине су одржане у Хонг Конгу, а једрење у Кингдау . То је био први пут да је нови параолимпијски лого представљен на Летњим параолимпијским играма од његовог ребрендирања након Летњих параолимпијских игара 2004. године .
Учествовао је 3.951 спортиста из 146 земаља,  највећи број нација икада (десет више него на Играма у Атини 2004. ). Први пут се такмичило пет земаља.  Као земља домаћин, Кина је представила више спортиста него било која друга земља. Слоган за Параолимпијске игре 2008. био је исти као и на Летњим олимпијским играма 2008.. Кина је доминирала у броју медаља, завршивши са 89 златних медаља и укупно 211 медаља, што је више него дупло више од следећег МПК-а у оба случаја. Оборено је 339 параолимпијских и 279 светских рекорда.  Председник Међународног параолимпијског комитета (МПК) Филип Крејвен прогласио је Игре „највећим параолимпијским играма икада”. 

## Штафета бакље
Штафета бакље Летњих параолимпијских игара 2008. почела је из Небеског храма 28. августа. Пламен је кренуо од  Дворане молитве за добре жетве (祈年殿) и пратио два пута („Пут древне Кине“ и „Пут модерне Кине“). Обе руте су се вратиле у Пекинг 5. септембра, а бакља је запаљена на Националном стадиону током церемоније отварања 6. септембра.